# Grande Assemblée nationale du 27 août 1989
 (mai 2025).
 (septembre 2023).
Grande Assemblée nationale du 27 août 1989 (en roumain Marea Adunare Națională de la 27 august 1989) était une réunion tenue sur la place de la Victoire à Chisinau (actuellement la place de la Grande Assemblée nationale), dans le contexte du mouvement de renouveau national de la fin des années 80 dans la RSSM.
Environ 750 000 personnes ont participé (environ 1/6 de la population de la république).
La réunion a exigé la déclaration de la langue moldave d’État dans la RSSM, ainsi que le passage à l’écriture latine.

## Enregistrements vidéo de la Grande Assemblée
- Marea Adunare Națională de la 27 august 1989, partie 1
- Marea Adunare Națională de la 27 august 1989, partie 2
- Marea Adunare Națională de la 27 august 1989, partie 3
- Marea Adunare Națională de la 27 august 1989, partie 4

## Conséquences
Sous l’impulsion de la Grande Assemblée nationale, deux jours plus tard, le 29 août 1989, les travaux de la XIIIe session du Soviet suprême de la RSSM ont été ouverts, qui a duré jusqu’au 1er septembre. À la suite d’intenses débats avec les opposants au Soviet suprême, la langue moldave comme langue d’État et l’adoption de l’alphabet latin ont été adoptées. Les discussions les plus animées ont eu lieu le 31 août, lorsque la plupart des lois sur la langue et l’alphabet de l’État ont été votées. Par la suite, le 31 août a été déclaré fête nationale en République de Moldova.